# Yulia Tsiboulscaya
 (janvier 2024).
Si vous disposez d'ouvrages ou d'articles de référence ou si vous connaissez des sites web de qualité traitant du thème abordé ici, merci de compléter l'article en donnant les références utiles à sa vérifiabilité et en les liant à la section « Notes et références ».
Yulia Tsiboulscaya (en russe : Юлия Георгиевна Цибульская, Ioulia Gueorguievna Tsiboulskaïa ; en roumain : Iulia Țibulschi ; en polonais : Julia Cybulska), née le 15 juin 1933 à Leova, en Bessarabie (Roumanie), est une compositrice, musicologue et pédagogue soviétique puis moldave. Elle est membre de l'Union  des Compositeurs de l'URSS (1977) et maître émérite des Arts de Moldova (1992).

## Biographie
Yulia Tsiboulscaya est diplômée de l'école de musique de Kichinev (1954), du faculté de théorie de composition du Conservatoire de Léningrad (1960). Elle étudiait des motifs folkloriques dans les œuvres de Karol Szymanowski et Frédéric Chopin. Parmi les professeurs, qui ont déterminé sa voie ultérieure de création, étaient V. N. Salmanov (orchestration, composition), A. P. Maslakovets (une élève de Maria Yudina, piano), F. A. Rubtsov (folklore), A. N. Doljanskii (polyphonie). Entre 1960 et 1974, une professeur du Conservatoire de Kichinev (l'Institut des Arts G. Musicescu). Entre 1974 et 1977, elle est une collaboratrice scientifique au Département d'ethnographie et histoire des Arts de l'Académie des sciences de la RSS moldave. Entre 1977 et 1988, le rédacteur musicale a la maison d'édition Literatura artistică. À présent elle réside à Nuremberg (Allemagne).

## Décorations et titres
- Membre de l'Union  des Compositeurs de l'URSS (1977).
- Prix N. K. Krupskaya du ministère d'Instruction de la RSS moldave pour une contribution importante a l'éducation musicale de la jeunesse.
- Maître émérite des Arts de Moldova (1992).
- Prix de l'UNESCO pour la meilleure composition choral pour un chœur mixte (« Berceuse ») (1995).

## Musique
- La forêt est belle avec une fleur (Iu.Ţibulschi – Gr.Vieru)
- Christ n'a pas aucun blâme (Iu. Ţibulschi – Gr. Vieru)
- Chançons de Iulia Tibulschi, interprétés par l'auteur
- La présentation de l'album vinyle de Yulia Tsiboulscaya s'intitule «Iulia Tibulschi - Vinyl Plak».